# 浙东史学
浙东史学，是中国古代一个重要的史学学术派别，也是儒家学术派别之一。浙东学派兴盛于明清。因学派学人多出自或活动于今绍兴、宁波地区，而绍兴宁波地处浙江东部（注：古以钱塘江为界），故学派得此名。

## 学术活动
- 参与清廷《明史》的编写

清朝初年，参与了《明史》的编写。清廷初诏请黄宗羲修《明史》，遭其拒绝；举万斯同为博学鸿词科， 亦辞不就。清廷开明史馆，万斯同后入馆，成为《明史》前期编写的重要人物，全祖望有言“《明史稿》五百卷，皆先生手定”。后来黄宗羲亦允派其子北上入京修史。
- 参与清廷《四库全书》的编写

如乾隆年间清廷开四库馆，邵晋涵应诏入馆并奉命主持史部的编撰工作。
- 参与、主持其他多种史书的编写

如章学诚参与《續資治通鑑》的编写
- 研究、主持、参与编写多种方志、地方史。例如：
  - 章学诚修方志，传世的有和州、亳州、永清三志
  - 章学诚主编《湖北通志》

- 对碑文传记的整理采辑。

如全祖望相关活动、研究著作。
- 编撰，著有多种历史学专著。例如：
  - 章学诚著《文史通义》，为史学理论名著
  - 章学诚编纂《史籍考》，书未完，稿散失
  - 黄宗羲著多部历史专著，如《明儒学案》为中国第一部严格意义上的学术史

- 讲学授业

如黄宗羲，全祖望等讲学乡里。

## 社会活动
- 黄宗羲

“父尊素为‘东林’名士，遭魏忠贤陷害。受父遗命，问学于刘宗周。十九岁入都讼冤，以铁锥毙伤仇人。曾与‘复社’成员反对宦官权贵，几遭杀害。清兵南下，他召募义兵，成立“世忠营”，进行武装抵抗，被鲁王任为左副都御史。明亡，隐居著述，屡拒清廷徵召。”

## 主要史学观点
- 黄宗羲

黄宗羲著《明儒学案》，开浙东史学学风。广泛深入研究历史资料后提出“黄宗羲定律”。
- 章学诚

章学诚提出了“六经皆史”的学说。“主张治经以考证史料和发挥义理相结合，将治经引向治史，反映其解脱旧经学传统束缚学术趋向。”重视方志，地方史。
- 全祖望

重视对史料的收集整理，重视对碑文传记的研究采辑。

## 影响
浙东史学派主要影响了中国后世史学和日本史学。

## 史迹

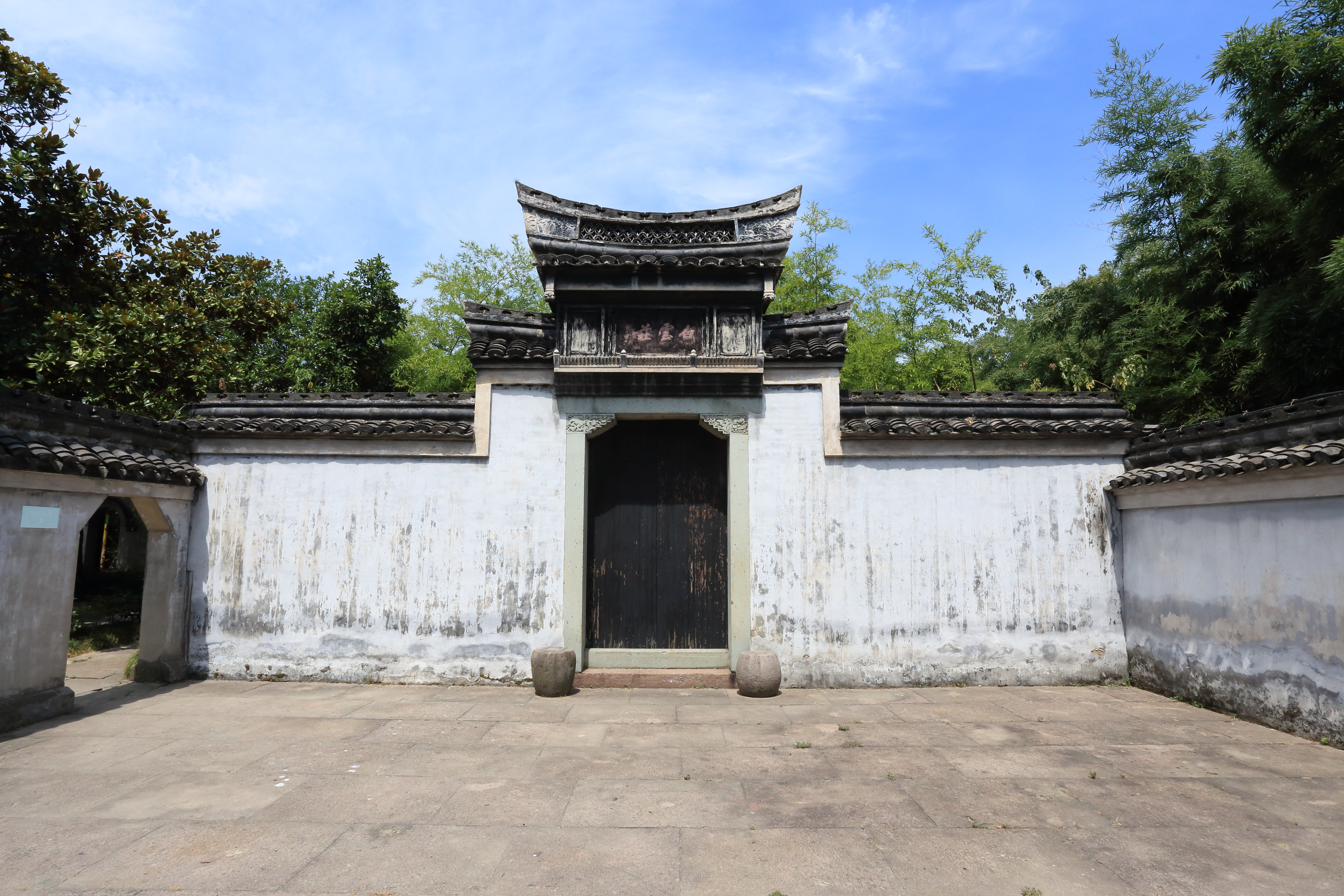
浙东史学学者曾经活动的白云庄

白云庄、黄宗羲墓、万斯同墓、全祖望墓被列入全国重点文物保护单位。

## 代表人物
宋末元初：
- 胡三省

明末清初：
- 黄宗羲

清代：
- 章学诚
- 全祖望
- 邵晋涵